# Dolichopoda pavesii
Dolichopoda pavesii is een rechtvleugelig insect uit de familie grottensprinkhanen (Rhaphidophoridae). De wetenschappelijke naam van deze soort is voor het eerst geldig gepubliceerd in 2002 door Galvagni.
1. ↑  (en) Dolichopoda pavesii op de IUCN Red List of Threatened Species.